# میدان آزادی (اصفهان)
میدان آزادی (با نام دیگر: میدان دروازه شیراز) یکی از میدان‌های مهم اصفهان است که در بخش جنوبی آن و در انتهای خیابان چهارباغ بالا جای گرفته است. میدان آزادی جنوبی‌ترین نقطه شهر اصفهان در گذشته بوده است.
این میدان در حقیقت محل پایان شهر و آغاز راه عبوری به جنوب کشور و شیراز بوده است که به همین دلیل دروازه شیراز خوانده شده است. در برابر آن دروازه تهران که آغاز راه شمال و تهران بوده است و دروازه دولت که محل تلاقی شهر با سامانه حکومتی بوده قرار دارند. امروزه به جای آن میدانی که میدان آزادی نامیده شده است، قرار دارد.
دروازه‌شیراز در شمالِ‌غربِ خیابان هزارجریب، شمالِ‌شرقِ دانشگاه اصفهان و جنوبِ چهارباغ بالا واقع است.

## موقعیت جغرافیایی میدان
میدان آزادی در محل تقاطع خیابان‌های چهارباغ بالا و هزارجریب قرار گرفته و از سمت غرب و شرق به خیابان‌های دانشگاه و سعادت‌آباد مرتبط می‌شود.
مهم‌ترین همسایگی‌های آن دانشگاه علوم پزشکی در جنوب غربی و ورزشگاه انقلاب در شمال غربی است. در سمت شرق، بدنه‌های تجاری به سمت چهارباغ بالا و سعادت‌آباد کشیده شده است. در جنوب شرقی میدان، ساختمان تجاری-اداری سپهر با نمای شیشه‌ای بیش از سایر بناها شاخص است.
فضای میانی دروازه شیراز، از نظر هندسی، به شکل یک بیضی خفته با طول قطرهای ۱۲۰ متر در ۱۰۰ متر است. مساحت کل فضای میانی حدود ۹٬۲۵۰ متر مربع است. شیب عمومی زمین از شمال به سمت جنوب و اختلاف تراز آن حدود ۳ متر و ۶۰ سانتی‌متر است.
تندیس‌های شاه عباس، کاوه آهنگر و نماد ذوب آهن روزگاری در این میدان نصب بود که هر یک به دلیلی جابجا شدند. در سال ۱۳۹۷َ، تندیس کاوه آهنگر دیگربار در میدان آزادی شهر اصفهان قرار گرفت.

## ایستگاه متروی آزادی
از سال ۱۳۸۴ ساخت ایستگاه متروی دروازه شیراز (آزادی) توسط سازمان قطار شهری اصفهان و طراحی مهندسین مشاور آمود انجام شد و سطح میدان برای ساخت مترو مدتی طولانی تبدیل به کارگاه ساختمانی بود که در نهایت با راه‌اندازی ایستگاه مترو در زیر میدان، فضای سبز و مجسمه کاوه مجدداً در سال ۱۳۹۷ به شهر بازگردانده شد. ایستگاه مترو میدان آزادی، یک ایستگاه تقاطعی است که در محل تلاقی خطوط یک و سه متروی اصفهان قرار می‌گیرد. باغ هزار جریب نقطه انتهایی باغ‌های صفوی بوده که مرکز آن میدان فعلی دروازه شیراز می‌شده. همان محلی که مجسمه شاه عباس قرار داشته و بعدتر مجسمه کاوه آهنگر. به تبع فضاهای شهری تاریخی، راسته حرکتی از چهار سمت میدان به صورت ارگانیک به چهار چهارسوی روباز می‌رسد که مفصل حرکتی به سوی بلیت‌فروشی است. خود بلیت‌فروشی که با محور خط ۳ به دو نیم‌کره شمالی و جنوبی تقسیم شده، محل اصلی تلاقی حرکت‌هاست. از پیاده‌هایی که از چهار سمت آمده‌اند و به پایین حرکت می‌کنند تا به مقصدشان در چهار سمت شرق و غرب و شمال و جنوب ایستگاه بروند. کل ایستگاه یک مفهوم فضای شهری‌ست که باید محل باکیفیتی برای شهروندان باشد. چهار ورودی در هر سمت میدان با چهار حیاط مربع شکل ۱۰x۱۰ در هر سمت در مسیر دسترسی، به نشانه چهاربخش باغ تاریخی، آسمان را به داخل ایستگاه آورده و با تغییر رنگ کاشی کتیبه، چهار فصل را در چهار سمت میدان نمایش می‌دهد تا به شناخت حس مکان هریک کمک کند. در طراحی ایستگاه توجه به مفهوم معماری ایرانی و سیر حرکتی از فضای باز بیرون به فضاهای نیمه بازی و فضاهای مکث مدنظر قرار گرفته و با استفاده از ۴ فضای روباز در مسیر حرکت در محل ارتباط به بلیت‌فروشی، همچون چارسوهای بازار جهت حرکت مسافران تعریف شده است.

## ترابری عمومی
| نوع ترابری   | خط         | مبدأ               | ایستگاه‌های مهم                 | مقصد               |
| ------------ | ---------- | ------------------ | ------------------------------ | ------------------ |
| مترو         | ۱          | قدس کاوه           | میدان امام حسین میدان آزادی    | دفاع مقدس صفه      |
| مترو         | ۳          | کوه دمبه اسلام‌آباد | سه راه سیمین سه راه حکیم نظامی | میدان آزادی        |
| اتوبوس تندرو | ۱          | باقوشخانه طوقچی    | میدان بزرگمهر میدان آزادی      | پل شهر ابریشم      |
| اتوبوس واحد  | بهارستان   | میدان آزادی        | -                              | بهارستان           |
| اتوبوس واحد  | سپاهان شهر | میدان آزادی        | -                              | سپاهان شهر         |
| اتوبوس واحد  | ۱۴         | هتل پل             | چهارباغ بالا میدان آزادی       | کوی بهار مرداویج   |
| اتوبوس واحد  | ۳۲         | میدان آزادی        | خیابان هزار جریب               | ۲۲۰ دستگاه         |
| اتوبوس واحد  | ۳۶         | هتل پل             | میدان آزادی                    | کوی امام           |
| اتوبوس واحد  | ۳۷         | میدان آزادی        | -                              | راه‌آهن             |
| اتوبوس واحد  | ۶۱         | هتل پل             | میدان آزادی چهارباغ بالا       | کوی امام جعفر صادق |

## نگارخانه

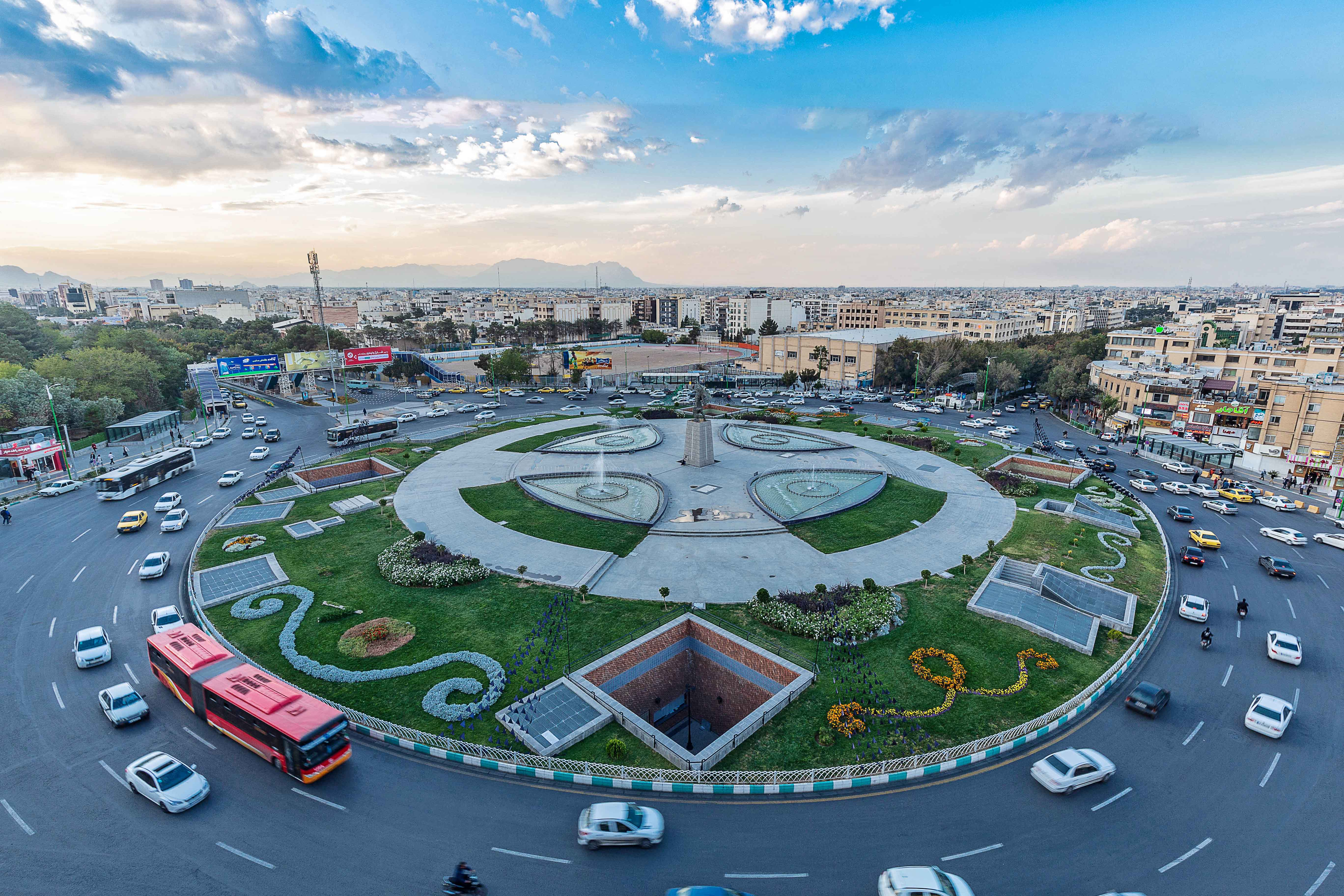
میدان آزادی اصفهان پس از ساخت ایستگاه مترو
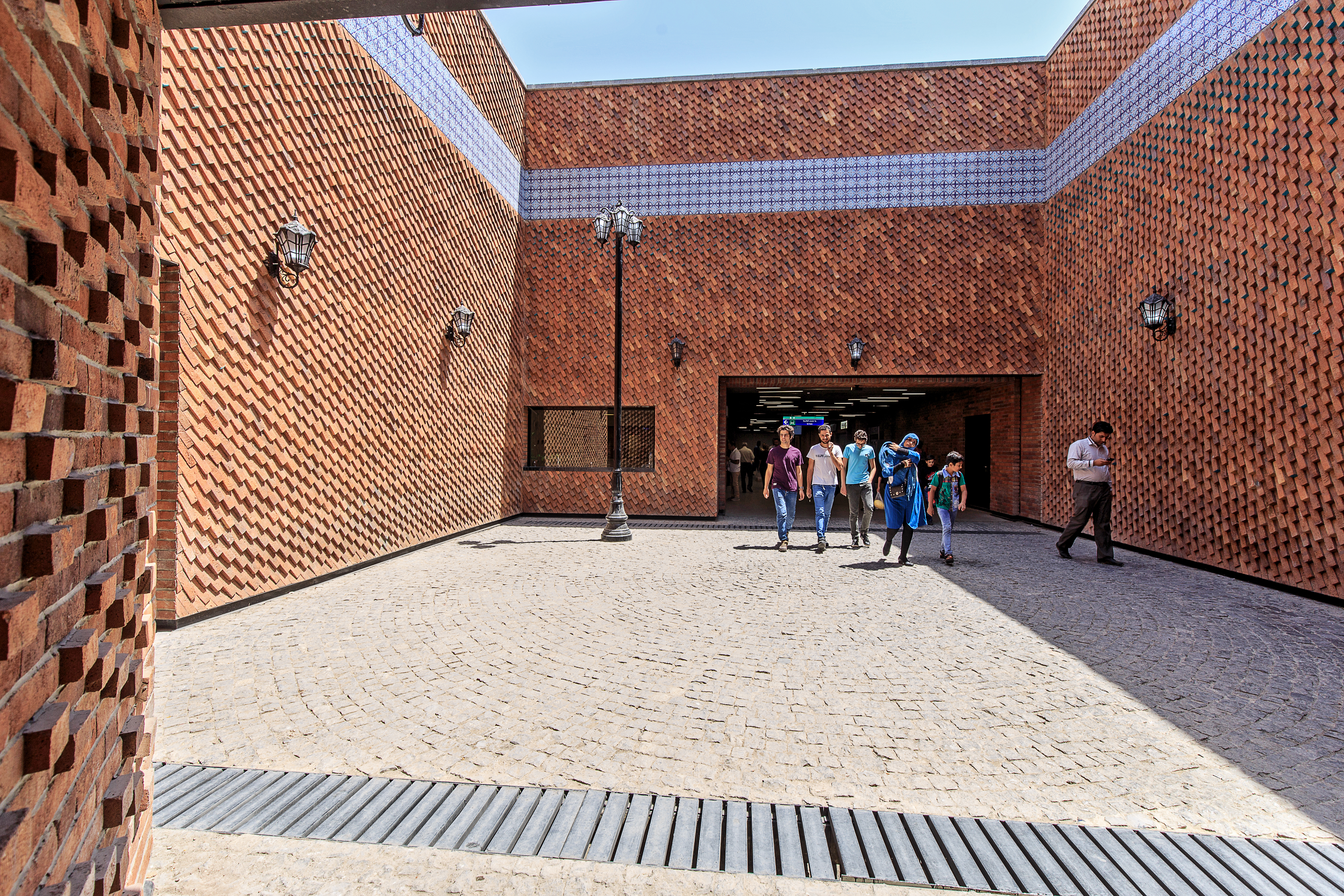
۴ حیاط رو باز در مسیر ۴ ورودی ایستگاه مترو
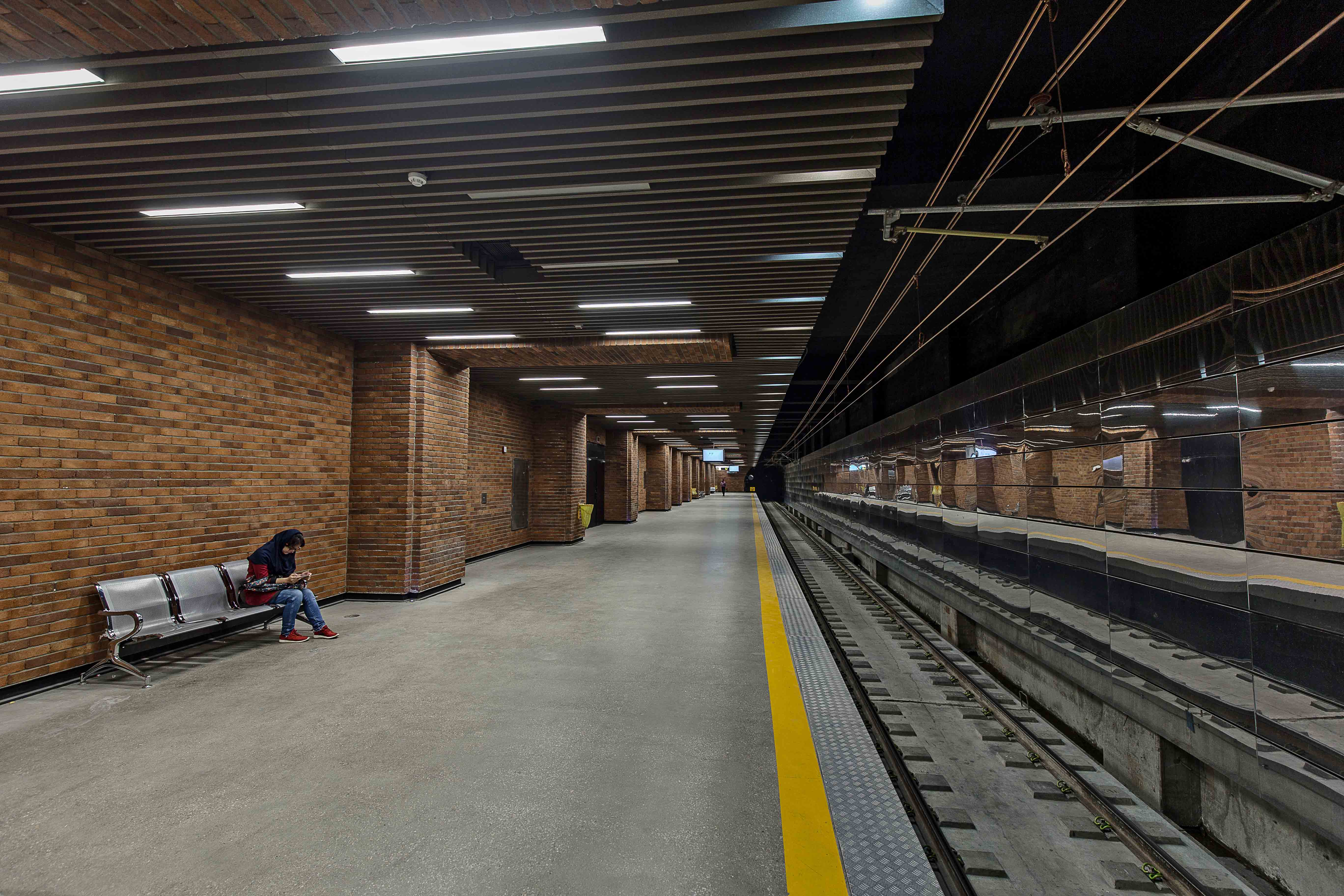
سکوی خط یک ایستگاه متروی میدان آزادی(اصفهان)
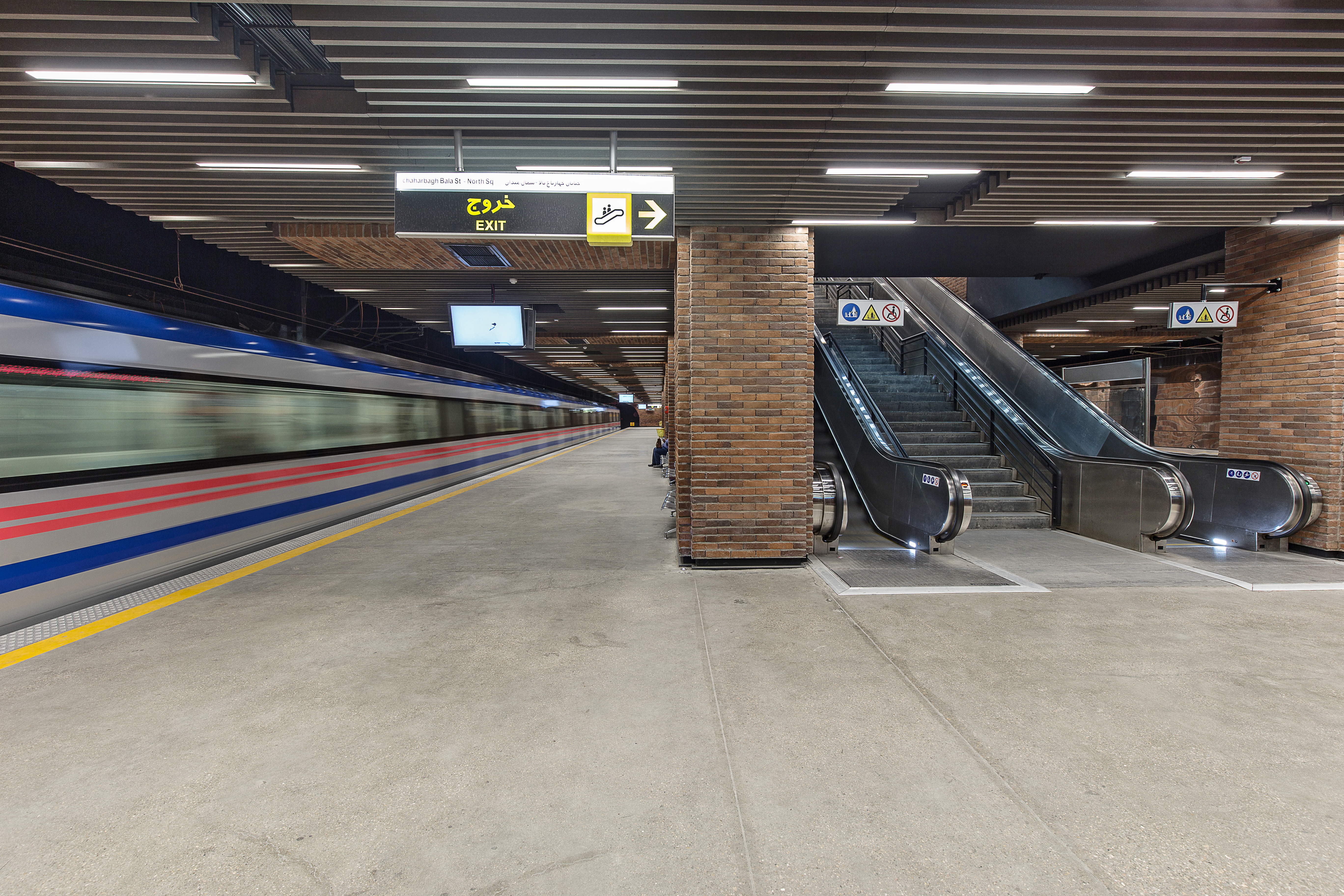
سکوی خط یک ایستگاه متروی میدان آزادی(اصفهان)